# 400 meter häck för herrar i friidrott vid olympiska sommarspelen 1976
400 meter häck för herrar vid olympiska sommarspelen 1976 i Montréal avgjordes den 23-25 juli. 

## Medaljörer
| Gren           | Guld              | Guld       | Silver              | Silver | Brons                               | Brons |
| 400 meter häck | Edwin Moses · USA | 47,63 (VR) | Michael Shine · USA | 48,69  | Jevgenij Gavrilenko · Sovjetunionen | 49,45 |

## Resultat
- Q innebär avancemang utifrån placering i heatet.
- q innebär avancemang utifrån total placering.
- DNS innebär att personen inte startade.
- DNF innebär att personen inte fullföljde.
- DQ innebär diskvalificering.
- NR innebär nationellt rekord.
- OR innebär olympiskt rekord.
- WR innebär världsrekord.
- WJR innebär världsrekord för juniorer
- AR innebär världsdelsrekord (area record)
- PB innebär personligt rekord.
- SB innebär säsongsbästa.

### Final
- Hölls den 25 juli  1976

| Placering | Final                     | Tid        |
| --------- | ------------------------- | ---------- |
|           | Edwin Moses (USA)         | 47,63 (WR) |
|           | Michael Shine (USA)       | 48,69      |
|           | Jevgenij Gavrilenko (URS) | 49,45      |
| 4.        | Quentin Wheeler (USA)     | 49,86      |
| 5.        | José Carvalho (POR)       | 49,94      |
| 6.        | Yanko Bratanov (BUL)      | 50,03      |
| 7.        | Dámaso Alfonso (CUB)      | 50,19      |
| 8.        | Alan Pascoe (GBR)         | 51,29      |

### Semifinaler
- Hölls den 24 juli  1976

| Placering | Heat 1                       | Tid   |
| --------- | ---------------------------- | ----- |
| 1.        | Michael Shine (USA)          | 49,90 |
| 2.        | José Carvalho (POR)          | 49.97 |
| 3.        | Yanko Bratanov (BUL)         | 50.11 |
| 4.        | Quentin Wheeler (USA)        | 50.22 |
| 5.        | Dmitrij Stukalov (URS)       | 50.47 |
| 6.        | Jean-Pierre Perrinelle (FRA) | 50.82 |
| —         | Georgios Parris (GRE)        | DNF   |
| —         | Harald Schmid (FRG)          | DQ    |

| Placering | Heat 2                    | Tid   |
| --------- | ------------------------- | ----- |
| 1.        | Edwin Moses (USA)         | 48,29 |
| 2.        | Jevgenij Gavrilenko (URS) | 49.73 |
| 3.        | Dámaso Alfonso (CUB)      | 49.84 |
| 4.        | Alan Pascoe (GBR)         | 49.95 |
| 5.        | Jean-Claude Nallet (FRA)  | 50.08 |
| 6.        | Stavros Tziortzis (GRE)   | 50.30 |
| 7.        | Jerzy Hewelt (POL)        | 50.57 |
| 8.        | Julio Ferrer (PUR)        | 51.04 |

### Försöksheat
- Hölls den 23 juli  1972

| Placering | Heat 1                   | Tid   |
| --------- | ------------------------ | ----- |
| 1.        | Stavros Tziortzis (GRE)  | 50,42 |
| 2.        | Dámaso Alfonso (CUB)     | 50.76 |
| 3.        | Jean-Claude Nallet (FRA) | 50.77 |
| 4.        | José Carvalho (POR)      | 50.99 |
| 5.        | Don Hanly (AUS)          | 51.90 |

| Placering | Heat 2                       | Tid   |
| --------- | ---------------------------- | ----- |
| 1.        | Quentin Wheeler (USA)        | 50,32 |
| 2.        | Harald Schmid (FRG)          | 50.57 |
| 3.        | Jean-Pierre Perrinelle (FRA) | 50.78 |
| 3.        | Dmitrij Stukalov (URS)       | 50.78 |
| 5.        | Peter Grant (AUS)            | 51.07 |

| Placering | Heat 3                           | Tid   |
| --------- | -------------------------------- | ----- |
| 1.        | Michael Shine (USA)              | 50,91 |
| 2.        | Jevgenij Gavrilenko (URS)        | 50.93 |
| 3.        | Jerzy Hewelt (POL)               | 51.39 |
| 4.        | Yanko Bratanov (BUL)             | 51.84 |
| 5.        | Abdul Latif Youssef Hashem (KUW) | 53.06 |
| 6.        | Conrad Mainwaring (ANT)          | 54.67 |

| Placering | Heat 4                | Tid   |
| --------- | --------------------- | ----- |
| 1.        | Edwin Moses (USA)     | 49,95 |
| 2.        | Alan Pascoe (GBR)     | 51.66 |
| 3.        | Georgios Parris (GRE) | 51.91 |
| 4.        | Julio Ferrer (PUR)    | 52.45 |
| 5.        | Kamil Al-Abbasi (KSA) | 55.00 |
| —         | Jesús Villegas (COL)  | DNF   |